# Serixia rufula
Serixia rufula là một loài bọ cánh cứng trong họ Cerambycidae.